# اچ‌ام‌اس ژونکیل (کی۶۸)
اچ‌ام‌اس ژونکیل (کی۶۸) (به انگلیسی: HMS Jonquil (K68)) یک کشتی بود که طول آن ۲۰۵ فوت (۶۲ متر) بود. این کشتی در سال ۱۹۴۰ ساخته شد.